# Labeobarbus macrophtalmus
Labeobarbus macrophtalmus är en fiskart som först beskrevs av Bini, 1940.  Labeobarbus macrophtalmus ingår i släktet Labeobarbus och familjen karpfiskar. IUCN kategoriserar arten globalt som starkt hotad. Inga underarter finns listade i Catalogue of Life.